# 張茂 (百済)
張 茂（ちょう ぼう、朝鮮語: 장무、生没年不詳）は、百済蓋鹵王代に北魏に使臣として派遣された百済官僚。中国系の百済人。官職は司馬。高句麗の圧迫にさらされた百済は中国南朝と緊密な関係を維持する一方、472年にはじめて北朝である北魏と交渉をもち、援軍を要請する。この時に外交使節として張茂は北魏に派遣され、援軍を要請したが、目的を達成することはできなかった。このような百済の重大事案に参加している点、張茂が「龍驤將軍帶方太守司馬」という点を鑑みると、張茂は百済国内で相当の高位であったことが理解できる。

## 出自
百済には中国系の百済官僚が多数存在しており、これを示すのが『南斉書』百済伝の以下の記事である。
この記事には慕遺、王茂、張塞、陳明などがみえるが、彼らは姓氏から推して中国系の百済官僚といえる。張氏の場合、腆支王代に東晋に使臣として派遣された張威もいる。この張氏は熊本県玉名郡和水町（旧菊水町）にある前方後円墳・江田船山古墳から出土した鉄剣銘文の書者である張安と通じるので、張安は百済から渡った中国系の知識人の可能性がある。
百済における424年の長史張威、472年の司馬張茂、495年の参軍張塞はいずれも張姓であり、同族の可能性がある。

## 百済の国王幕府の属僚
| 時期                  | 人名 | 既保有官職     | 百済王 私署 官職     | 任命追認官職（爵号） | 任命要請事由                              | 国家 |
| --------------------- | ---- | -------------- | -------------------- | -------------------- | ----------------------------------------- | ---- |
| 久尓辛王五年（424年） | 張威 | 長史           |                      |                      | 使節                                      | 劉宋 |
| 蓋鹵王十八年（472年） | 余礼 | 駙馬都尉・長史 | 冠軍将軍・弗斯侯     | 未詳                 | 使臣                                      | 北魏 |
| 蓋鹵王十八年（472年） | 張茂 | 司馬           | 龍驤将軍・帯方太守   | 未詳                 | 使臣                                      | 北魏 |
| 東城王八年（490年）   | 高達 | 長史           | 行建威将軍・広陽太守 | 建威将軍・広陽太守   | 先例・使臣・邊効邊夙著・勤労公務          | 南斉 |
| 東城王八年（490年）   | 楊茂 | 司馬           | 行建威将軍・朝鮮太守 | 建威将軍・朝鮮太守   | 先例・使臣・志行清壱・公務不廃            | 南斉 |
| 東城王八年（490年）   | 会邁 | 参軍           | 行宣威将軍           | 宣威将軍             | 先例・使臣・執志・周密・屢致勤効          | 南斉 |
| 東城王十七年（495年） | 慕遺 | 長史           | 行龍驤将軍・楽浪太守 | 龍驤将軍・楽浪太守   | 使臣・在官忘私 唯公是務 見危授命 蹈難弗顧 | 南斉 |
| 東城王十七年（495年） | 王茂 | 司馬           | 行建武将軍・城陽太守 | 建武将軍・城陽太守   | 使臣・在官忘私 唯公是務 見危授命 蹈難弗顧 | 南斉 |
| 東城王十七年（495年） | 張塞 | 参軍           | 行振武将軍・朝鮮太守 | 振武将軍・朝鮮太守   | 使臣・在官忘私 唯公是務 見危授命 蹈難弗顧 | 南斉 |
| 東城王十七年（495年） | 陳明 | ?              | 行揚武将軍           | 揚武将軍             | 使臣・在官忘私 唯公是務 見危授命 蹈難弗顧 | 南斉 |

## 考証
太守号は、450年に西河太守がみえ、458年に張茂に仮授された帯方太守が確認されるが、490年、495年の段階では帯方太守に加え、広陽太守、江陵太守、朝鮮太守、清河太守、楽浪太守、城陽太守、朝鮮太守がみえ、数が増加している。これは王号・侯号と共通し、王号・侯号の増加と同様、475年の百済の一時滅亡後、新百済王となった文周王系の文周王や東城王が、王権強化のため、多くの新興官僚を登用し、新興官僚に太守号を仮授したからである。また太守号がみな王号・侯号と兼任されておらず、仮授されたのはみな漢人官僚とみられる。太守号を仮授されたのは、張茂（帯方太守）、高達（帯方太守・広陽太守）、楊茂（江陵太守・朝鮮太守）、会邁（清河太守）、慕遺（楽浪太守）、王茂（城陽太守）、張塞（朝鮮太守）であり、みな中国式の単姓と名をもつ人物でああり、旧楽浪郡・帯方郡などの中国を出自にもつ漢人官僚であり、王号・侯号を授与された百済王族の余姓や三文字からなる在地有力者とみられる沙法名とは異なる。太守号が漢人官僚に、王号・侯号が百済王族・百済貴族に仮授されたことからみて、当該期の百済では、王号・侯号が王族や在地有力者に、太守号が漢人官僚に仮授されることになっており、当該期の百済王権は、百済王族・貴族・豪族と渡来系の官人とに截然と区分されると指摘した鈴木靖民や鄭東俊の見解は首肯される。漢人官僚に仮授された太守号は、百済の地名を冠した王号・侯号とは異なり、楽浪郡、帯方郡、江陵などの中国王朝に由来する地名を冠しており、太守号が中国を出自にもつ漢人官僚に仮授されたことと無関係ではない。漢人官僚に王号・侯号ではなく、太守号のみが仮授されたかについては、かつての楽浪郡、帯方郡の漢人には、張撫夷墓の「帯方太守」、佟利墓の「遼東韓玄菟太守」のように太守号を自称したものもおり、太守号が漢人社会において、社会的地位を示すものとして認識されていたことに関係するかもしれないが、いずれにせよ、百済は太守号を漢人官僚へ仮授する爵号として利用していた。当該期の百済では王号・侯号と太守号を併用し百済王族・百済貴族、漢人官僚を王権内部に位置づけた。したがって、爵位化された太守号はもはや実職としてみることはできず、おそらく漢人官僚は王権中枢で活躍した。また太守号とも対応する王号・侯号もそう理解される。王号・侯号に冠された地名は朝鮮半島南西部に偏在しており、檐魯制と関連させる指摘があるが、王号・侯号は実際に百済が獲得した地名を冠していたものの、百済王族・百済貴族が実際に当該地に赴き、同地を直接支配していたわけではない。何故なら、百済王族・百済貴族もまた王権中枢の高位者であり、地方官として現地に赴任したとは考えられない。百済は弱体化した王権を回復させるために漢人官僚を積極的に登用したが、王権内部の優位性は依然として、百済王から王号を仮授された百済王族・百済貴族にあったことを示している。